# Château d'Ottignies
Le château d'Ottignies, parfois appelé château de l'Étoile, est un château du XVIIe siècle situé en plein centre d'Ottignies, section de la ville belge d'Ottignies-Louvain-la-Neuve, dans la province du Brabant wallon.

## Localisation
Le château d'Ottignies est établi au centre de la commune, sur une hauteur qui domine l'église Saint-Rémi d'Ottignies : son parc est délimité par l'avenue des Combattants, l'avenue du Roi Albert et l'avenue des Villas.

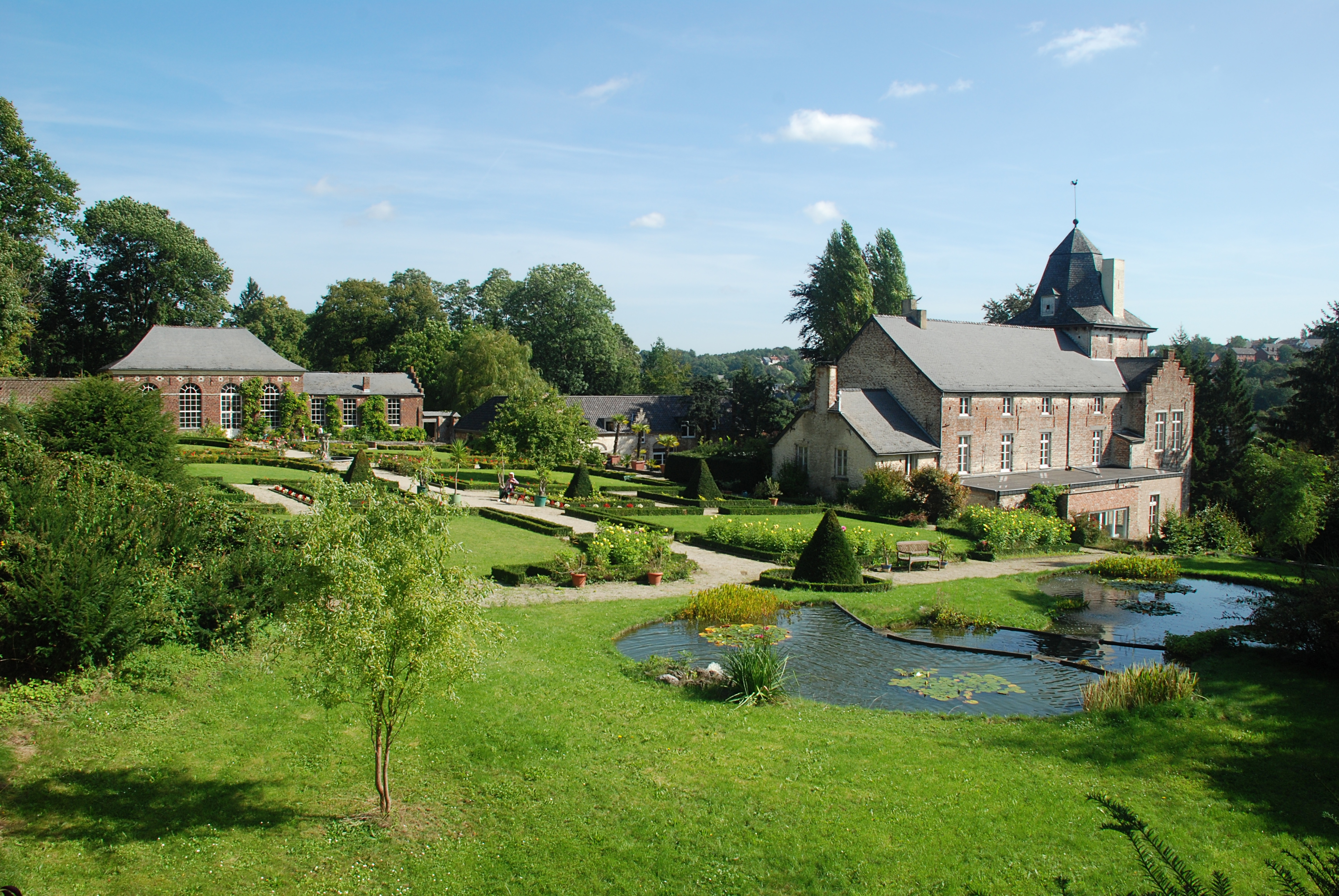
Le jardin, l'orangerie et le château.

## Historique
Donné en fief au XIIe siècle à une famille d'Ottignies, le château passe à la famille de Sombreffe à la fin du XIVe siècle puis à la famille de Spangen,.
Il est incendié au début du XVIIe siècle et reconstruit en 1626.
Les Spangen le vendent en 1729 à la famille Palma-Carillo. Le fief est érigé en comté en 1737 en faveur d'A. Bertout de Carillo. Cette famille conserve le fief jusqu'à la fin du régime féodal, en 1809. Le dernier seigneur d'Ottignies est Guillaume-François Bertout de Carillo (1738-1810), dont la dalle funéraire orne la façade méridionale de l'église Saint-Rémi d'Ottignies.
Depuis lors, le château appartient à la famille van der Dussen de Kestergat.
Le 10 janvier 1919, le château reçoit la visite du roi Albert Ier, comme l'atteste l'inscription gravée au-dessus d'une des portes néo-classiques du château.

## Classement
L'ensemble formé par l'église Saint-Rémi, le presbytère et le château d'Ottignies fait l'objet d'un classement au titre des monuments historiques depuis le 29 mai 1952 et figure à l'Inventaire du patrimoine immobilier culturel de la Wallonie sous la référence 25121-INV-0029-02.

## Description

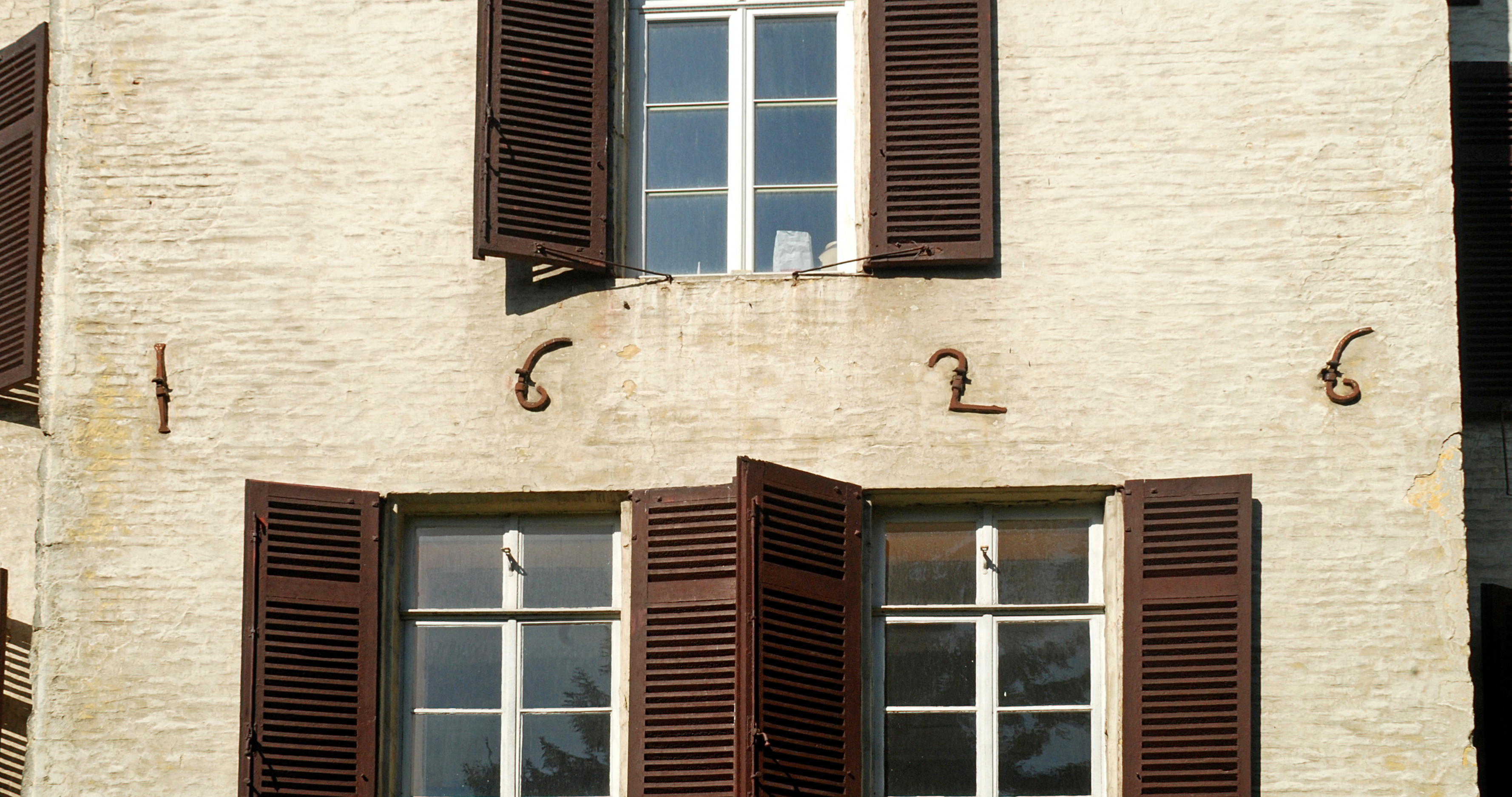
Les ancres de façade qui composent le millésime « 1626 ».

### Le château
Le château, construit en briques peintes en blanc, est composé d'une tour carrée autour de laquelle s'articulent trois ailes : une aile septentrionale et une aile occidentale de quatre travées chacune, ainsi qu'une aile méridionale d'une seule travée. 
La tour, surmontée d'un toit octogonal à base carrée, est construite en briques sur un soubassement en moellons et porte des ancres qui composent le millésime « 1626 », année de la reconstruction après l'incendie du début du XVIIe siècle.
La façade occidentale possède deux portes néo-classiques dont l'une affiche au linteau l'inscription suivante :

« S.M. ALBERT. I A PASSÉ CE SEUIL LE 10 JANV 1919 »

Les ailes septentrionale et méridionale se terminent chacune par un mur surmonté d'un pignon à redents.

La tour du château
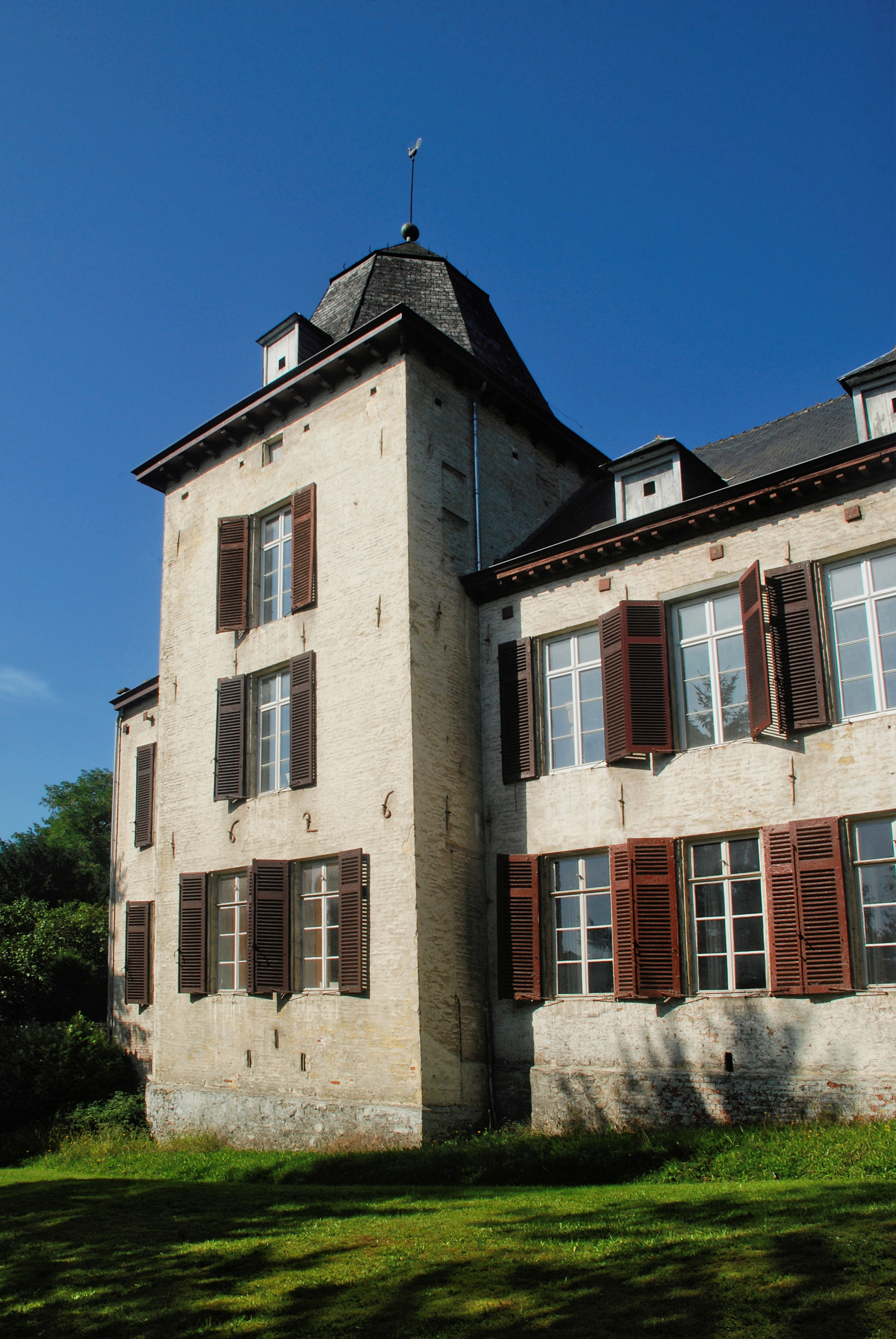
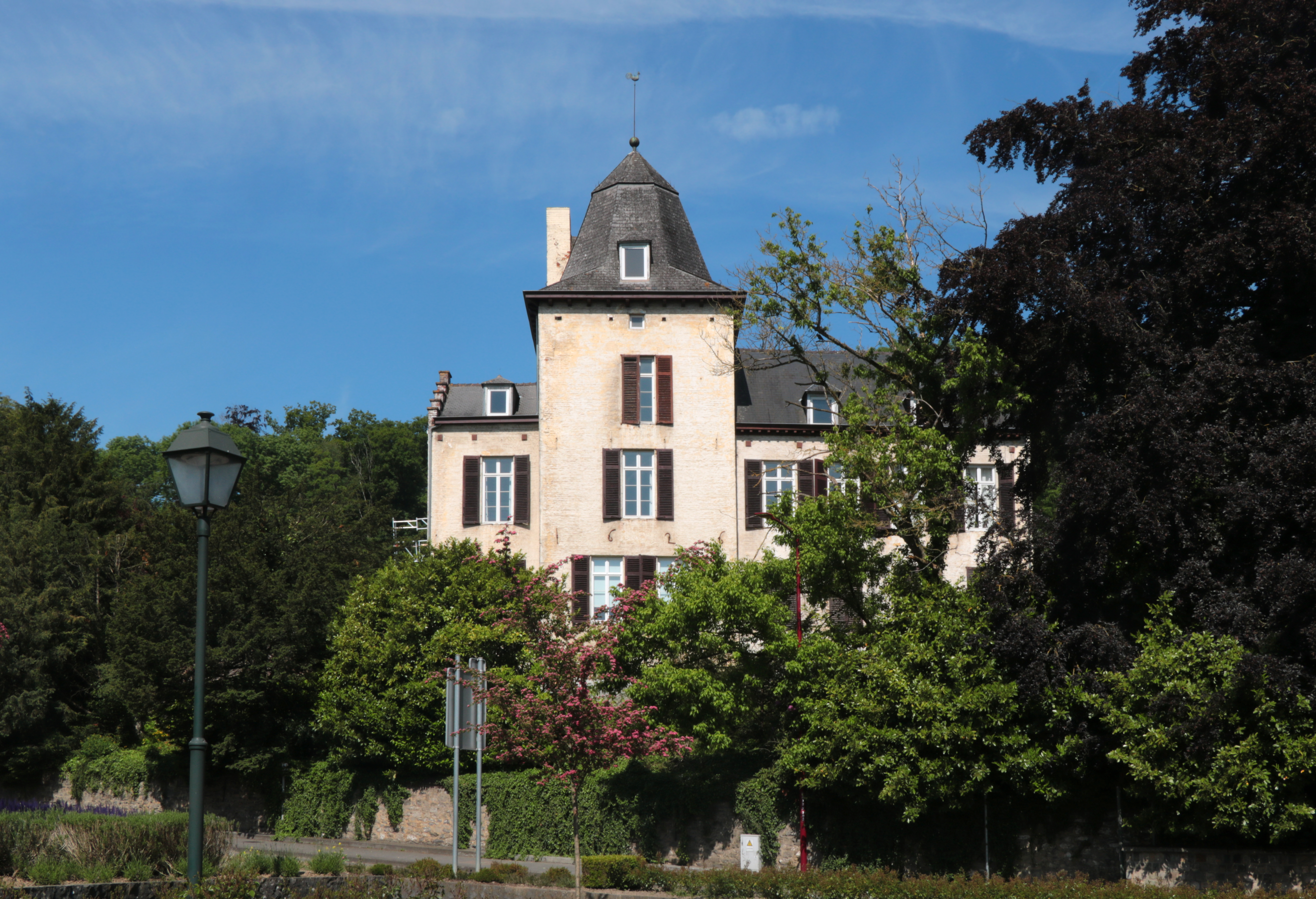
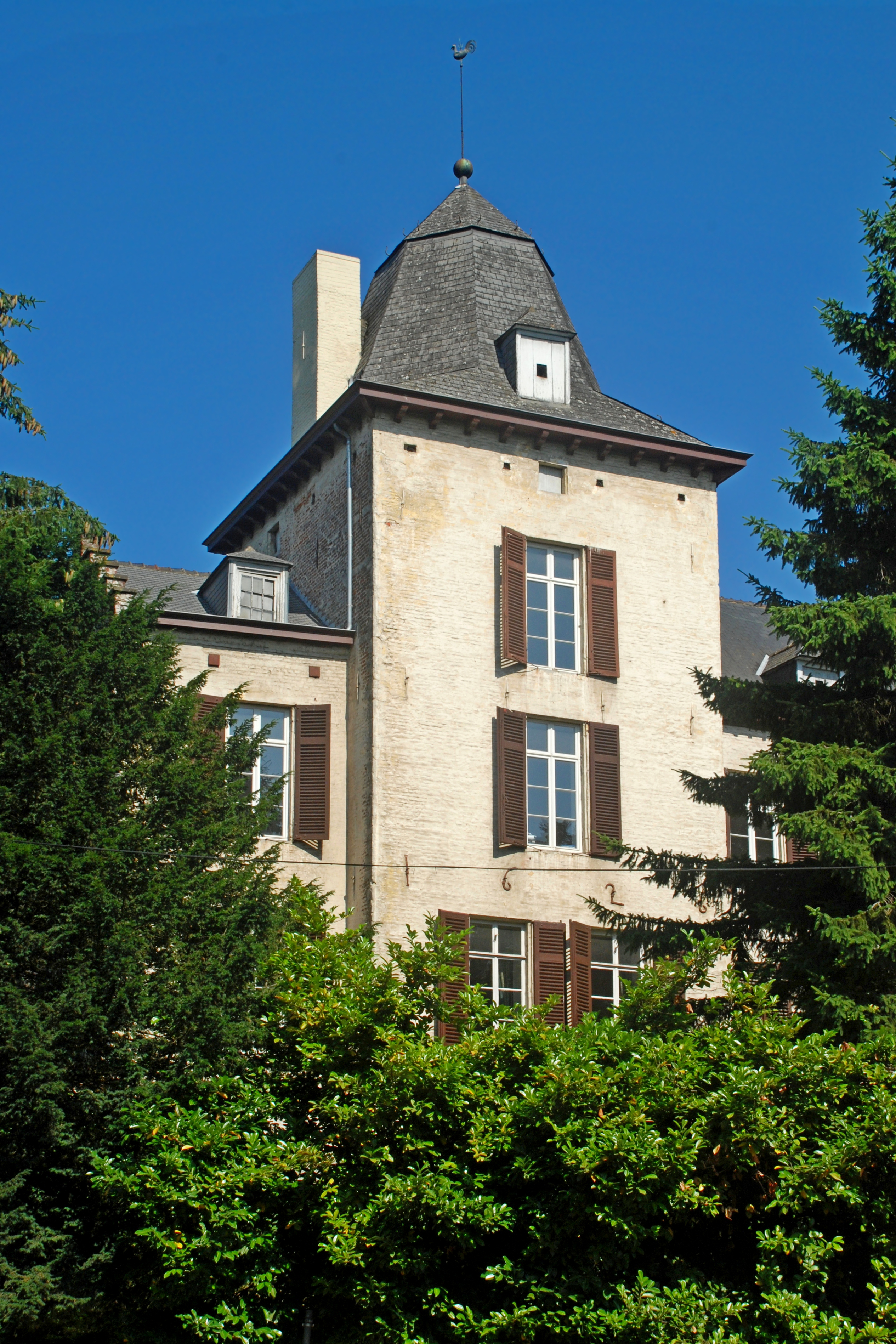

### Le jardin, l'orangerie et les serres
À l'ouest du château, se trouve un jardin à la française bordé au nord par une orangerie et par des serres, au sud par des pièces d'eau et à l'ouest par un bois à la limite duquel on note quelques arbres remarquables de très grande taille (tulipier de Virginie, hêtre pourpre, magnolia…)
L'orangerie et les serres datent du XIXe siècle. L'orangerie comporte quatre travées et est édifiée en briques rouges et en pierre de Gobertange.

L'orangerie et les serres
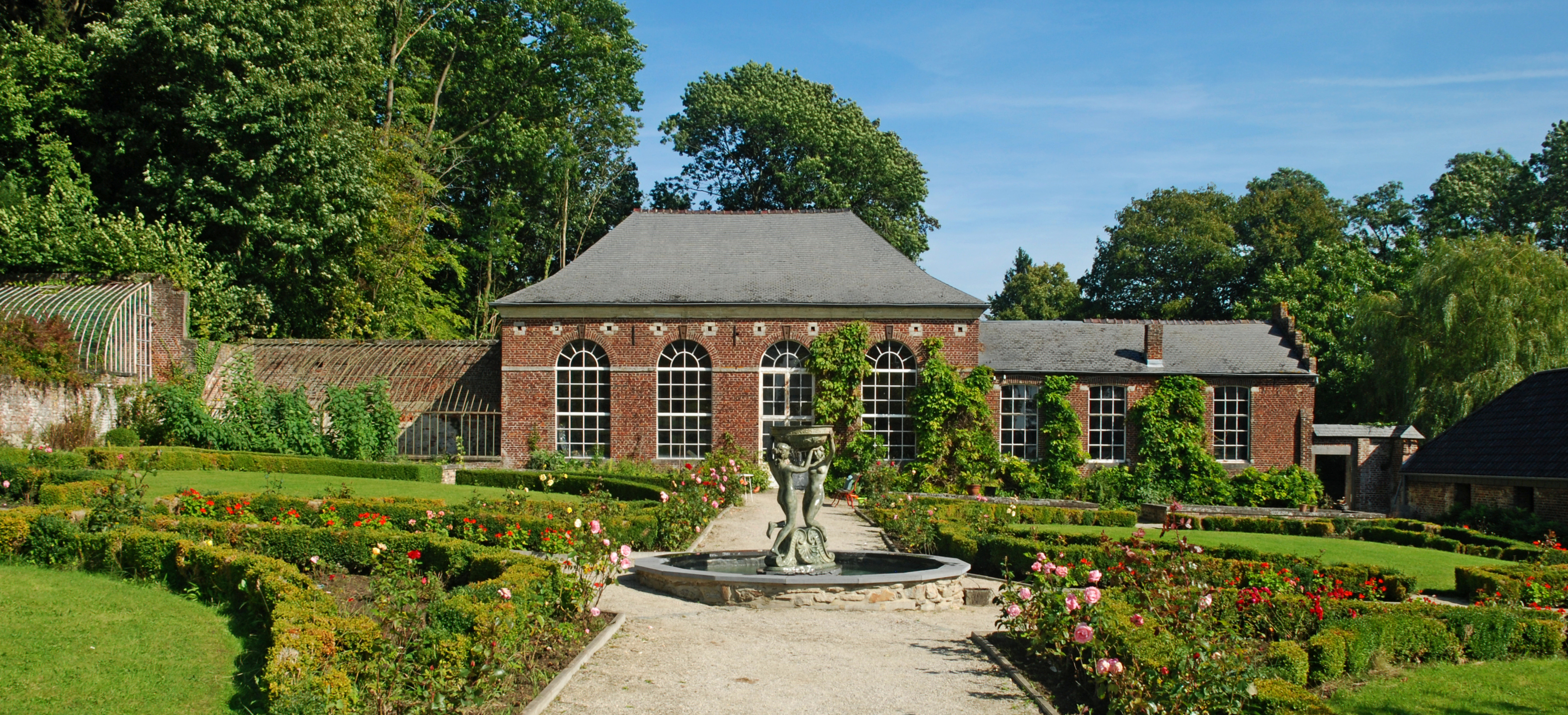
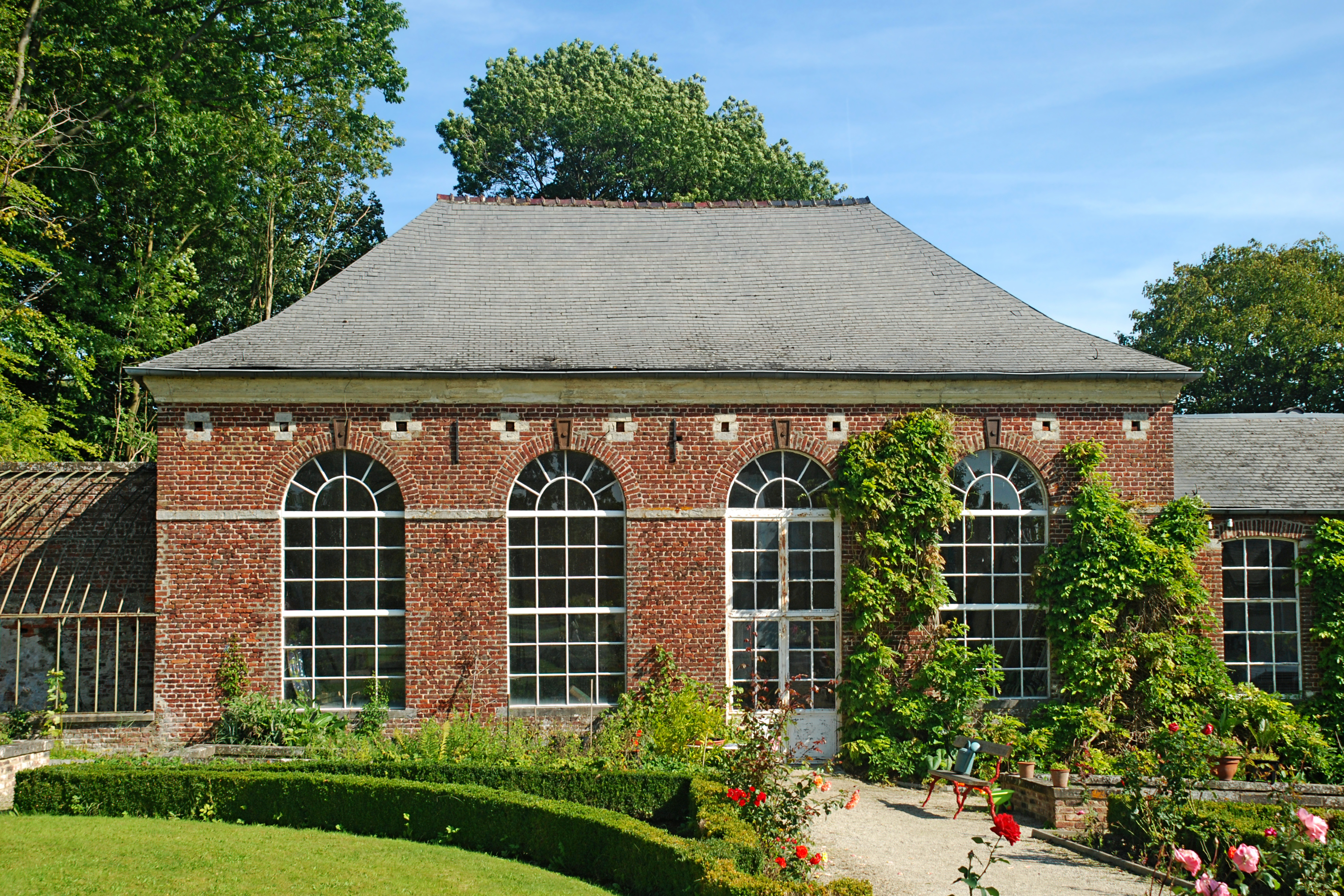